# Erythroxylum kapplerianum
Erythroxylum kapplerianum é uma espécie de planta da família Erythroxylaceae e do gênero Erythroxylum.  

## Taxonomia
O táxon foi descrito oficialmente em 1878 por Johann Joseph Peyritsch. 
Tem como sinônimo heterotípico Erythroxylum mapuerae, um táxon descrito oficialmente em 1909 por Jacques Huber no Boletim do Museo Goeldi de Historia Natural e Ethnographia.